# Perrierosedum madagascariense
Perrierosedum madagascariense là một loài thực vật có hoa trong họ Crassulaceae. Loài này thuộc chi đơn loài Perrierosedum và được (H. Perrier) H. Ohba miêu tả khoa học đầu tiên năm 1978.